# Frans Nielsen
Frans Nielsen (* 24. dubna 1984 Herning) je bývalý dánský hokejový útočník naposledy hrající v severoamerické National Hockey League (NHL) za tým Detroit Red Wings. Draftován byl v roce 2002 týmem New York Islanders. Je prvním dánským hokejistou hrajícím v NHL.

## Hráčská kariéra
Nielsen byl draftován v roce 2002 týmem New York Islanders ve třetím kole jako 87. celkově. Poté, co hrál od roku 2001 ve švédské Elitserien, podepsal 15. května 2006 smlouvu na dva roky s Islanders. Mimo jiné, když hrál v Evropě, tak pravidelně nastupoval za dánský národní tým.
Jeho konečný účet v Elitserien byl 216 odehraných zápasů, během nichž zaznamenal 25 branek a 34 asistencí (59 bodů) a 66 trestných minut.
Pro sezónu 2006/07 se přesunul za moře, kde hrál v American Hockey League (AHL) ve farmářském týmu Islanders v Bridgeport Sound Tigers, než byl 5. ledna 2007 přesunut do prvního týmu Islanders. V NHL pak debutoval 6. ledna 2007.
Na začátku července roku 2016 se stal Nielsen volným hráčem, když neprodloužil s Islanders smlouvu. Do svých řad jej získal tým Detroit Red Wings, kterému se Nielsen upsal na šest let.
Na mezinárodní úrovni působil Nielsen za dánský národní tým na osmi světových šampionátech, z toho v roce 2002 na MS Divize I. Na juniorské úrovni reprezentoval Dánsko jak v kategorii do 18 let, tak i v kategorii do 20 let.

## Klubové statistiky
| Sezona      | Klub                    | Soutěž      | Základní část | Základní část | Základní část | Základní část | Základní část | Play off | Play off | Play off | Play off | Play off |
| Sezona      | Klub                    | Soutěž      | Z             | G             | A             | B             | TM            | Z        | G        | A        | B        | TM       |
| ----------- | ----------------------- | ----------- | ------------- | ------------- | ------------- | ------------- | ------------- | -------- | -------- | -------- | -------- | -------- |
| 2000/01     | Herning Blue Fox        | DEN         | 38            | 18            | 19            | 37            | 6             | —        | —        | —        | —        | —        |
| 2001/02     | Malmö Redhawks          | SHL         | 20            | 0             | 1             | 1             | 0             | —        | —        | —        | —        | —        |
| 2002/03     | Malmö Redhawks          | SEL         | 47            | 3             | 6             | 9             | 10            | —        | —        | —        | —        | —        |
| 2003/04     | Malmö Redhawks          | SEL         | 50            | 9             | 7             | 16            | 28            | —        | —        | —        | —        | —        |
| 2004/05     | Malmö Redhawks          | SEL         | 49            | 8             | 7             | 15            | 6             | —        | —        | —        | —        | —        |
| 2005/06     | Timrå IK                | SEL         | 50            | 5             | 13            | 18            | 22            | —        | —        | —        | —        | —        |
| 2006/07     | New York Islanders      | NHL         | 15            | 1             | 1             | 2             | 0             | —        | —        | —        | —        | —        |
| 2006/07     | Bridgeport Sound Tigers | AHL         | 54            | 20            | 24            | 44            | 10            | —        | —        | —        | —        | —        |
| 2007/08     | New York Islanders      | NHL         | 16            | 2             | 1             | 3             | 0             | —        | —        | —        | —        | —        |
| 2007/08     | Bridgeport Sound Tigers | AHL         | 48            | 10            | 28            | 38            | 18            | —        | —        | —        | —        | —        |
| 2008/09     | New York Islanders      | NHL         | 59            | 9             | 24            | 33            | 18            | —        | —        | —        | —        | —        |
| 2009/10     | New York Islanders      | NHL         | 76            | 12            | 26            | 38            | 6             | —        | —        | —        | —        | —        |
| 2010/11     | New York Islanders      | NHL         | 71            | 13            | 31            | 44            | 38            | —        | —        | —        | —        | —        |
| 2011/12     | New York Islanders      | NHL         | 82            | 17            | 30            | 47            | 6             | —        | —        | —        | —        | —        |
| 2012/13     | Lukko Rauma             | SM-l        | 27            | 4             | 20            | 24            | 10            | —        | —        | —        | —        | —        |
| 2012/13     | New York Islanders      | NHL         | 48            | 6             | 23            | 29            | 12            | 6        | 0        | 2        | 2        | 0        |
| 2013/14     | New York Islanders      | NHL         | 80            | 25            | 33            | 58            | 8             | —        | —        | —        | —        | —        |
| 2014/15     | New York Islanders      | NHL         | 78            | 14            | 29            | 43            | 12            | 7        | 1        | 1        | 2        | 0        |
| 2015/16     | New York Islanders      | NHL         | 81            | 20            | 32            | 52            | 12            | 11       | 3        | 3        | 6        | 3        |
| 2016/17     | Detroit Red Wings       | NHL         | 79            | 17            | 24            | 41            | 18            | —        | —        | —        | —        | —        |
| 2017/18     | Detroit Red Wings       | NHL         | 79            | 16            | 17            | 33            | 14            | —        | —        | —        | —        | —        |
| 2018/19     | Detroit Red Wings       | NHL         | 72            | 10            | 25            | 35            | 14            | —        | —        | —        | —        | —        |
| 2019/20     | Detroit Red Wings       | NHL         |               |               |               |               |               |          |          |          |          |          |
| 2020/21     | Eisbären Berlín         | DEL         |               |               |               |               |               |          |          |          |          |          |
| NHL celkově | NHL celkově             | NHL celkově | 836           | 162           | 296           | 458           | 158           | 24       | 4        | 5        | 9        | 2        |

### Reprezentační statistiky
| 2000            | Dánsko 18       | MS18 (B)        | 5  | 3  | 4  | 7  | 0  |
| 2001            | Dánsko 20       | MSJ (Div II)    | 4  | 2  | 2  | 4  | 2  |
| 2001            | Dánsko 18       | MS18 (Div I)    | 5  | 2  | 5  | 7  | 14 |
| 2002            | Dánsko 20       | MSJ (Div II)    | 4  | 4  | 10 | 14 | 0  |
| 2002            | Dánsko 18       | MS18 (Div I)    | 3  | 1  | 2  | 3  | 0  |
| 2002            | Dánsko          | MS (Div I)      | 5  | 1  | 1  | 2  | 0  |
| 2003            | Dánsko 20       | MSJ (Div I)     | 5  | 3  | 7  | 10 | 0  |
| 2003            | Dánsko          | MS              | 6  | 0  | 0  | 0  | 4  |
| 2004            | Dánsko 20       | MSJ (Div I)     | 5  | 8  | 3  | 11 | 4  |
| 2004            | Dánsko          | MS              | 6  | 0  | 3  | 3  | 0  |
| 2005            | Dánsko          | Kval. na ZOH    | 3  | 2  | 3  | 5  | 0  |
| 2005            | Dánsko          | MS              | 6  | 0  | 3  | 3  | 0  |
| 2006            | Dánsko          | MS              | 6  | 3  | 0  | 3  | 4  |
| 2007            | Dánsko          | MS              | 6  | 0  | 3  | 3  | 6  |
| 2010            | Dánsko          | MS              | 7  | 2  | 3  | 5  | 6  |
| 2012            | Dánsko          | MS              | 7  | 0  | 3  | 3  | 8  |
| 2022            | Dánsko          | MS              |    |    |    |    |    |
| Junioři celkově | Junioři celkově | Junioři celkově | 31 | 23 | 33 | 66 | 20 |
| Senioři celkově | Senioři celkově | Senioři celkově | 49 | 8  | 16 | 24 | 28 |